# Маленькі пальчики
«Маленькі пальчики» (англ. Tiptoes) — американський комедійно-драматичний фільм 2003 року, написаний і знятий Меттью Брайтом. У фільмі зіграли Метью МакКонахі, Ґері Олдмен, Кейт Бекінсейл, Патриція Аркетт і Пітер Дінклейдж. Сюжет розгортається навколо чоловіка середнього зросту (МакКонахі), який намагається розповісти своїй вагітній нареченій (Бекінсейл), що вся його сім'я — карлики, оскільки він боїться, що їхня майбутня дитина може народитися з карликовим ростом. Фільм викликав суперечки через кастинг на роль карлика актора Гері Олдмена, який не є карликом. Олдмен грає брата-близнюка героя МакКонахі, хоча він старший за нього на одинадцять років.

## Сюжет
Керол, талановита художниця і незалежна жінка, закохується у Стівена, не знаючи про нього нічого, окрім відчуття, що він ідеальний чоловік. Коли Керол виявляється вагітною від Стівена, він змушений розкрити свою найтемнішу таємницю — свою сім'ю. Стівен виявився єдиною людиною середнього зросту в родині карликів, серед яких був і його брат-близнюк Рольф. Керол і Стівен змушені змиритися з тим, що дитина, яку вона виношує, може народитися карликом. Це лякає Стівена, який не хоче, щоб його дитина страждала так само, як страждав Рольф. Коли Керол вирішує виносити дитину, вони зі Стівеном ще більше віддаляються одне від одного, і вона починає покладатися на Рольфа, щоб той розповів їй про життя карликів.

## Акторський склад
| Актор               | Роль                                  |
| ------------------- | ------------------------------------- |
| Метью Макконагі     | Стівен Бедалія                        |
| Кейт Бекінсейл      | Керол наречена Стівена                |
| Ґері Олдмен         | Рольф Бедалія брат-близнюк Стівена    |
| Пітер Дінклейдж     | Моріс найкращий друг Рольфа           |
| Патриція Аркетт     | Люсі дівчина Моріса                   |
| Бріджет Пауерс      | Саллі дівчина Рольфа                  |
| Деббі Лі Керрінгтон | Кітті Катц                            |
| Шорті Россі         | Оґі                                   |
| Майкл Дж. Андерсон  | Бруно Бедалія батько Стівена і Рольфа |

## Виробництво
Метью Брайт задумав фільм, коли йому було 18 років, як «комедію про маленьких людей, які трахаються один з одним». Через 30 років після написання сценарію вітчим Брайта передав копію сценарію творцю реаліті-серіалу «Копи» Джону Ленглі, який був зацікавлений у продюсуванні фільму.
Щоб зобразити карлика, Гері Олдмен ходив на колінах, а також використовував різні протези, призначені для того, щоб приховати його справжні ноги. Також активно використовувалися двійники карликового зросту. Кейт Бекінсейл погодилася зніматися у фільмі за умови, якщо їй дозволять носити свій «щасливий капелюх» під час зйомок, і Брайт погодилася. У перший день зйомок продюсери зажадали, щоб Брайт сказав їй зняти капелюх, і Брайт відмовився, оскільки це була єдина причина, через яку Кейт знімалася у фільмі за низьку зарплату. Під час зйомок між Брайтом і продюсерами тривали численні суперечки.
Після того, як Брайт здав свою режисерську версію, його звільнили. Фільм був перемонтований без участі Брайта. Брайт намагався прибрати своє ім'я з фільму, але хоча йому дозволили прибрати своє авторство сценариста, замінивши його на псевдонім Білл Вайнер, він не міг прибрати своє режисерське авторство, оскільки не був членом Гільдії режисерів.

## Випуск
Фільм дебютував у 150-хвилинній режисерській версії на кінофестивалі Harry Knowles' Butt-Numb-A-Thon. Брайта звільнили з фільму під час постпродукції, а згодом вилучили його авторство сценарію після того, як фільм був перемонтований без його участі. 90-хвилинна версія продюсерів була показана на кінофестивалі Sundance 2004, де Брайт розкритикував фільм і продюсерів за повторний монтаж. Версія продюсерів отримала негативні відгуки, а в деяких відгуках її назвали одним із найгірших фільмів, коли-небудь створених. Більше Брайт ніколи не знімав фільмів; пізніше він говорив, що провал фільму зруйнував його кар'єру.

Дінклейдж розповідав, що режисерська версія фільму була "розкішною", але розкритикував версію продюсерів, назвавши її "ромкомом з гномами". 2012 року Олдмен був включений критиком BBC Марком Кермодом до списку «Великі актори в поганих фільмах». Режисер Ніколас Віндінг Рефн висловив захоплення фільмом, а продюсер Кріс Хенлі, дізнавшись про думку Рефна, надіслав йому копію режисерської версії. Брайт висловив надію, що його режисерська версія колись вийде в прокат.